# Litkei Ervin
Litkei Ervin (Budapest, 1921. december 19. – New York, 2000. február 8.) magyar származású amerikai zeneszerző és zenei vezető, aki karrierje nagy részét az Egyesült Államokban töltötte. Franklin D. Roosevelt óta több amerikai elnöknek írt indulót. IPI névazonosítója 00018234502.

## Élete
Édesanyja sikeres dalszerző volt. A Zeneakadémián tanult, majd építészetet hallgatott a Műegyetemen. A második világháború után építészként és újságíróként dolgozott a magyar fővárosban. 
1948-ban Hollywoodba költözött, ahol több évig dolgozott. Ezután vissza akart térni Magyarországra, amikor New Yorkban találkozott Fodor Andreával. Összeházasodtak és New Yorkban telepedtek le.
Litkei filmekhez írt dalokat, és amerikai slágerek szövegeit  fordította magyarra. Találkozott Ethel Gabriel lemezgyártóval, aki bemutatta őt Eli Obersteinnek, az RCA Victor akkori főnökének. Oberstein megismertette a zeneiparral és fiaként bánt vele. 

## Művei

### Indulók
Az első elnöki indulóját ("The Franklin D. Roosevelt March") még Magyarországon írta Roosevelt elnök tiszteletére. „Olyan volt ő nekem, mint az isten!” – nyilatkozta egy vele készült interjúban. 
Több indulóját beiktatási ünnepségeken játszották (például Lyndon Johnson és George Bush esetében). Nem csupán Bill Clinton elnök részére komponált indulót, hanem feleségének, a First Lady-nek is (az első, amelyet First Lady-nek írtak).
"The Captured 50" tisztelgés volt, azoknak a túszoknak, akiket az amerikai teheráni nagykövetségen tartottak fogva. Richard T. Schulze, Pennsylvania-i képviselő a szerzemény szövegét beküldte a kongresszusi nyilvántartásba.

### Egyéb művei
Litkei több amerikai karácsonyi dal és népszerű sláger szövegét fordította magyarra. Több dokumentumfilmhez is írt zenét, egyebek között a magyar ’56-ról szóló Arany ketrec című produkcióhoz.  
1994–95-ben zenét komponált A Ballet of Our Times című baletthez. A művet a Londoni Filharmonikusok és a Londoni Szimfonikus Zenekar adták elő. A balett-táncosok a Bolsoj Balett-től és Moszkvából érkeztek.
Feleségével 10.000 dollárt adományoztak a Dalszerző Hírességek Csarnokának egy ösztöndíj alap létrehozására: a díjat az a New York-i középiskolás diák kaphatja, aki a legjobb indulót vagy hazafias dalt komponálja.

## Zenei üzlet
Komoly sikereket ért el klasszikus zenei termékek értékesítésében. Megalapította az Arovox Record Corporation-t, amely 30 millió dollár értékben értékesített lemezeket, kazettákat és zenei témájú könyveket, olyan áruházak részére, mint a Sears és a Woolworths. 1989-ben eladta az Arovoxot 11 millió dollárért.
1966. január 5-én Litkei partneri viszonyba került a Chas. H. Hansen Music Corp. zeneműkiadó vállalattal és közösen megalapították a Hanlit Publications, Inc. céget, amely 1966-tól kezdve azzal vált ismertté, hogy a Beatles kották egyetlen amerikai kiadója és forgalmazója volt. 
Az általa alapított egyéb vállalatok közé tartozott az Olympia Record Industries, a Galiko Music and Film Enterprises, a Leona Music Publishing, a Jade Panther Corporation of America, a JazzMania Records és az Aurora Records. 
1982-ben a Lincoln Centerben koncertet szervezett a kórházakban ápolt háborús veteránok tiszteletére és a második világháborúban megjelent „Yank” című katona-újság munkatársainak üdvözlésére. Az eseményen fellépett többek között Benny Goodman világhírű klarinétművész.
1989-ben egy off-broadway darabot írt Two Aunts címmel

## Magánélete
Felesége, Fodor Andrea költő, szövegíró és balerina volt, aki nagy segítségére volt munkájában, több általa szerzett dalhoz és indulóhoz írt szöveget (IPI névazonosítója 00018234404). Lánya, dr. Cathy Litkei (Litkei Katalin), Jeff Greene zenész felesége.

## Fordítás
- Ez a szócikk részben vagy egészben  az   Ervin Litkei című angol Wikipédia-szócikk ezen változatának fordításán alapul.  Az eredeti cikk szerkesztőit annak laptörténete sorolja fel. Ez a jelzés csupán a megfogalmazás eredetét és a szerzői jogokat jelzi, nem szolgál a cikkben szereplő információk forrásmegjelöléseként.